# Schlacht bei Toulouse (1814)
Die Schlacht bei Toulouse fand am 10. April 1814 von 06:00 Uhr bis um 21.00 Uhr zwischen napoleonischen Truppen unter dem Kommando von Maréchal Soult und einer Koalitionsarmee aus Großbritannien, Spanien und Portugal unter Feldmarschall Wellington auf dem Gebiet des heutigen Toulouse statt. Trotz des Verlustes der Stadt gilt das Ergebnis als defensiver Sieg der Franzosen. Die Erinnerung an die Schlacht lebt in Toulouse weiter, da man eine Straße mit diesem Datum benannt hat: Rue du 10 Avril.

## Vorgeschichte
Nach den schweren Niederlagen der napoleonischen Armee im Spanischen Unabhängigkeitskrieg
zog sich diese auf die nördliche Seite der Pyrenäen zurück, wo sie sich bessere Möglichkeiten im Kampf gegen die Engländer ausrechnete. Mit dieser Schlacht hoffte Soult, die Engländer so lange aufhalten zu können, bis Verstärkung aus Italien eintreffen würde, um das südliche Frankreich zu schützen. Im Nachhinein war alles vergeblich, da Napoleon bereits am 6. April 1814 abgedankt hatte, dies jedoch bislang nicht zu Soult durchgedrungen war.

## Schlachtverlauf
Am 24. März 1814 traf Maréchal Soult, Duc de Dalmatie (Herzog von Dalmatien) in Toulouse ein, nachdem ihn die britischen, spanischen und portugiesischen Truppen unter dem Herzog von Wellington aus Spanien verdrängt und in der Schlacht bei Orthez besiegt hatten. Soult entschied sich, die Stadt zum Kern seiner Verteidigung zu machen. Die royalistisch eingestellten Einwohner weigerten sich jedoch, die Soldaten zu verpflegen und lehnten sich auch gegen eine Befestigung auf. Wellington versuchte die Stadt zu umgehen, um Soult einen Rückzug nach Narbonne unmöglich zu machen.
Wellington verlegte ein Armeekorps vor Saint-Cyprien (heute ein Stadtteil von Toulouse) und den Rest, nach Überquerung der Garonne, nach Merville (Haute-Garonne). Am 10. April 1814 (Ostersonntag) begann die Schlacht. Die Engländer griffen Saint-Cyprien an, wurden jedoch in der (heutigen) „Allée Charles des Fitte“ aufgehalten. Die Schotten griffen Ponts-Jumeaux an, konnten jedoch auch hier, gegen den von 300 Mann und fünf Kanonen verteidigten Brückenkopf nichts ausrichten, was einen weiteren Rückschlag bedeutete. Die Spanier wurden an der Brücke von Matabiau und bei Jolimont (heute ein Stadtteil von Toulouse) abgewehrt. Die Engländer konnten jedoch trotzdem die Straße nach Castres einnehmen, das Hochwasser führende Flüsschen Hers-Mort überqueren und einen Angriff auf die Redoute «La Cépière» führen.
Soult sendete daraufhin Verstärkungen zu Général Taupin, dieser war jedoch bereits in einem Gegenangriff, den er selbst angeführt hatte, bei Jolimont gefallen. Die Truppen Wellingtons unter dem Kommando von General Beresford konnten daraufhin die Verschanzungen und Jolimont einnehmen.

## Auswirkungen
In der Nacht vom 11. auf den 12. April verließ Soult aus taktischen Gründen Toulouse. Wellington zog triumphal am gleichen Tag dort ein, von den Royalisten wie ein Befreier empfangen.

## Schlussbetrachtung
Das Ergebnis der Schlacht von Toulouse wurde aus verschiedenen Blickwinkeln betrachtet. Für die Briten war es ein Sieg, da sie den Maréchal Soult aus der Stadt vertrieben hatten, respektive dieser auf Druck der Royalisten abgezogen war. Andererseits beanspruchten die Bonapartisten den Sieg für sich, da die Stadt am 10. April nicht eingenommen worden sei, und die Truppen Soults auch nicht besiegt oder zur Kapitulation gezwungen worden waren. Auch seien die Verluste der Koalitionstruppen höher gewesen, als die der Franzosen.
Letztlich standen sich die beiden Armeen am Abend des 11. April tatenlos gegenüber, bis sich Soult entschloss, in der Nacht zum 12. April mit seiner intakten Truppe abzuziehen, wobei es ihm gelang, alle Verwundeten und alles Gerät mitzunehmen.
Aus diesem Grunde erscheint es nicht abwegig, die französische Version zu akzeptieren, insbesondere Wellington schon aus nichtigeren Gründen einen Sieg für sich reklamierte. So bemerkte er nach der (ähnlich ausgegangenen) Schlacht bei La Albuera zu General Beresford, der die Schlacht als verloren angesehen hatte:

„Das geht so nicht. Schreiben wir uns einen Sieg.“

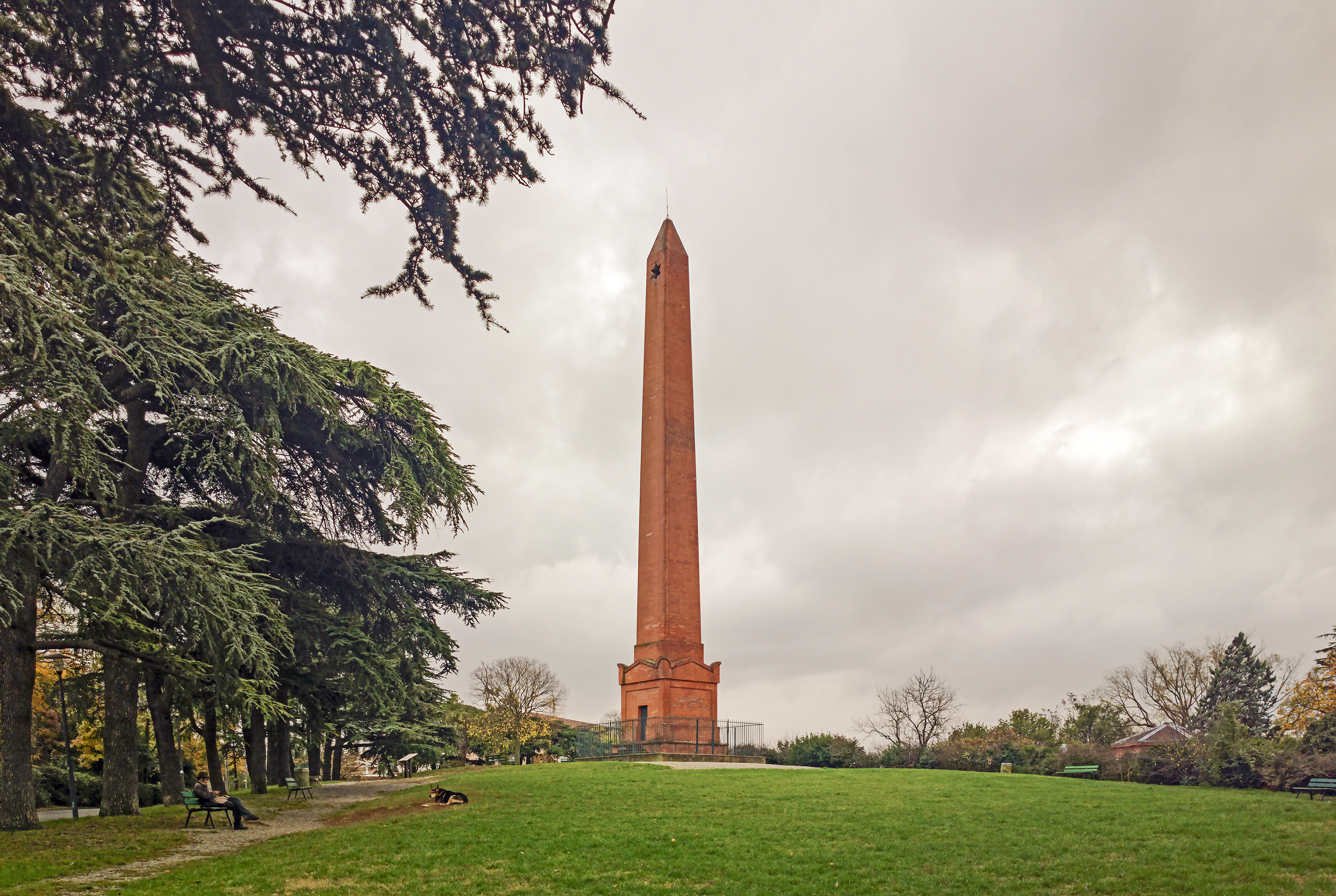
Obelisk zur Erinnerung an die Schlacht von Toulouse
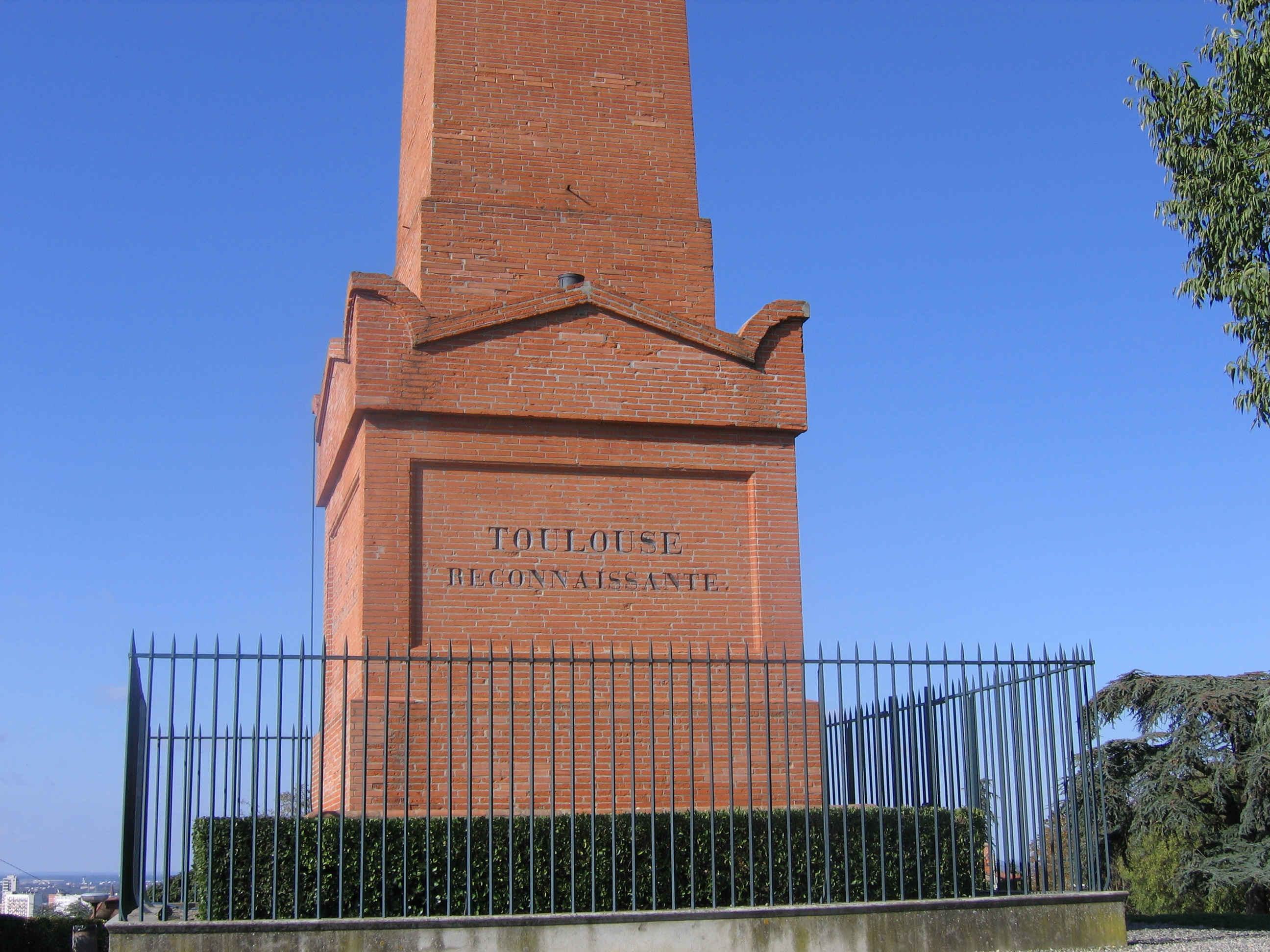
Aufschrift: Das dankbare Toulouse.....
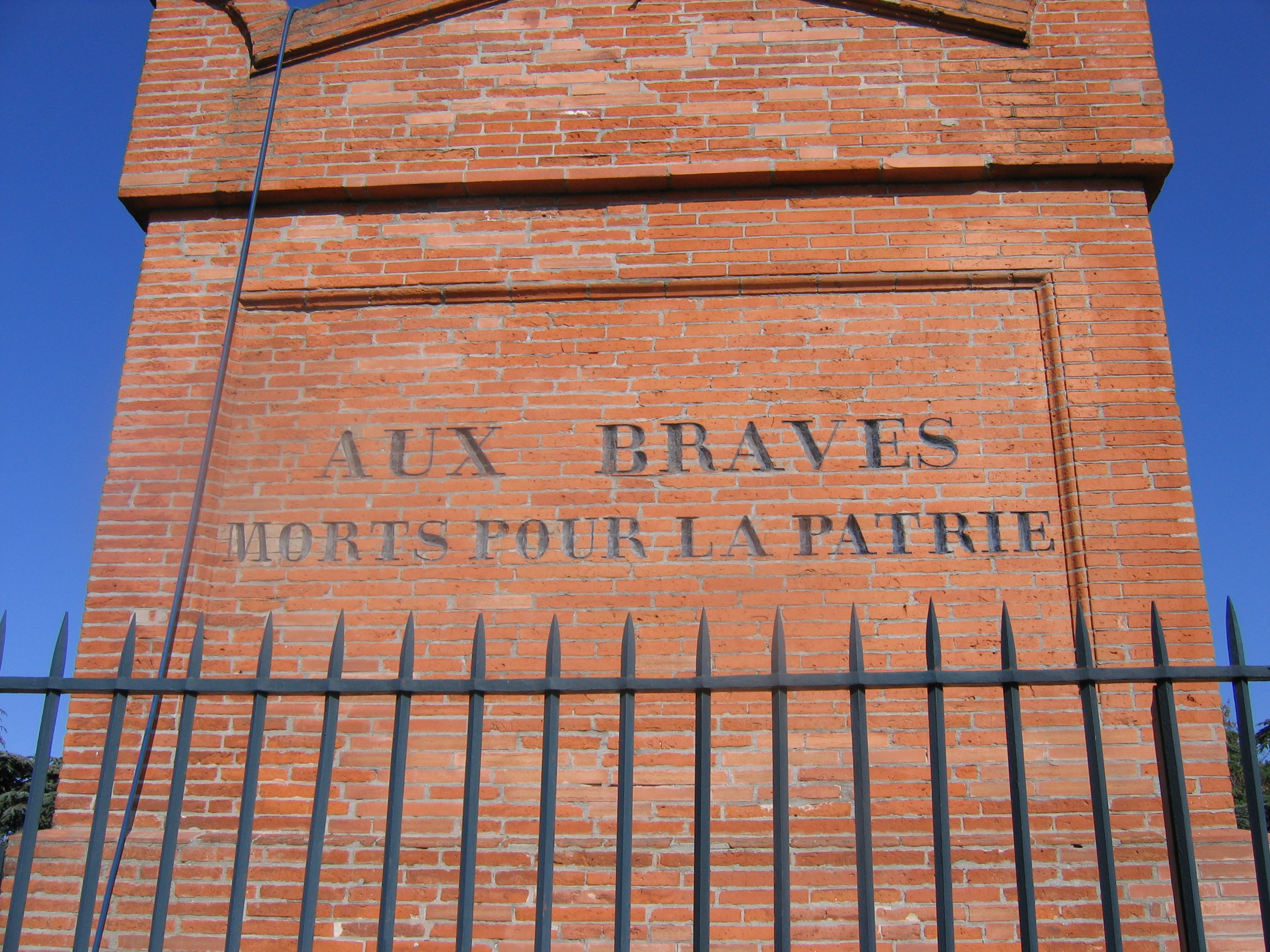
Aufschrift: ....den Tapferen für das Vaterland gefallenen

(Die beiden Inschriften stehen im Zusammenhang, was bei der Übersetzung berücksichtigt wurde)